# Trường Trung học phổ thông chuyên Hà Tĩnh
Trường Trung học phổ thông Chuyên Hà Tĩnh là trường trung học phổ thông công lập của tỉnh Hà Tĩnh được thành lập từ năm 1991. Đây là trường chuyên duy nhất tại tỉnh Hà Tĩnh.
Trường được ghi nhận là một trong những trường có chất lượng cao trên cả nước cả về chất lượng mũi nhọn và chất lượng toàn diện với nhiều năm liền đứng trong top 10 toàn quốc về kết quả thi Đại học, Cao đẳng. Trường Trung học phổ thông Chuyên Hà Tĩnh được đánh giá là điểm sáng trong giáo dục của vùng Hồng Lam. Hiện nay trường được đóng tại đường Hà Hoàng, xã Thạch Trung, thành phố Hà Tĩnh, tỉnh Hà Tĩnh.

## Lịch sử
Năm 1991, tỉnh Nghệ Tĩnh được chia tách thành hai tỉnh Nghệ An và Hà Tĩnh theo Nghị quyết của Quốc hội. Ngay từ những ngày đầu thành lập tỉnh, lãnh đạo tỉnh đã rất quan tâm đến việc đào tạo và bồi dưỡng nhân tài. Ngày 1 tháng 10 năm 1991, Ủy ban Nhân dân tỉnh ban hành Quyết định số 123/TC-QĐ về việc thành lập Trường Trung học phổ thông Năng khiếu Hà Tĩnh.
Năm học đầu tiên trường, có 19 cán bộ giáo viên và 150 học sinh gồm 2 hệ chuyên Toán và Văn với 6 lớp. Trong thời điểm này trường có cả hệ chuyên cho học sinh lớp 9 để phục vụ kì thi Học sinh giỏi Quốc gia lớp 9. Đến năm học thứ ba, trường có đầy đủ 3 khối lớp. Sau khi Bộ không tổ chức kì thi học sinh giỏi Quốc gia lớp 9 thì hệ chuyên lớp 9 được giải tán. Nhà trường đã lần lượt mở thêm các hệ chuyên: Vật Lý (1995); Tiếng Anh (1995); Hóa học (1997); Sinh học (2004); Sử-Địa (2005, chỉ có duy nhất một khóa sau đó giải tán và được lập lại năm 2013); Tiếng Pháp (2005); Tin Học (2020); Lịch Sử (2022); Địa Lí (2022, Địa lí và Lịch sử được tách từ chuyên Sử-Địa ra thành các lớp Chuyên riêng biệt), Tiếng Trung(2024)
Hiện nay nhà trường có 37 lớp với 13 hệ chuyên. 
Năm 2009, Trường được đổi tên thành Trường Trung học phổ thông Chuyên Hà Tĩnh. Năm 2011, Trường chuyển từ địa điểm 49 Đặng Dung, thành phố Hà Tĩnh về Đường Hà Hoàng, thành phố Hà Tĩnh trong một địa điểm hiện đại và khang trang hơn.
Trường có nhiệm vụ phát hiện và bồi dưỡng những học sinh có năng khiếu về các môn văn hóa bậc Trung học phổ thông trên địa bàn Hà Tĩnh.

## Tầm nhìn và sứ mệnh
- Tầm nhìn: Trong một tương lai không xa, trường chúng ta nằm trong hệ thống trường có chất lượng cao cả nước, quốc tế. Là một trong những trường tốt nhất trong khích lệ cá nhân vươn tới xuất sắc. Học sinh của chúng ta có lý tưởng sống cao đẹp, mạnh mẽ về trí lực, mạnh khỏe về thể chất, có kỹ năng sống, có tư duy độc lập, tham gia tích cực vào học tập suốt đời, hướng về cội nguồn truyền thống và có tầm nhìn toàn cầu.
- Sứ mệnh: Xây dựng môi trường học tập năng động, hiện đại, vượt tiến đến mọi đỉnh cao để mở lối cho tiềm năng, phát huy tính sáng tạo và năng lực tư duy của mỗi học sinh.

- Tự chủ và chủ động.
- Trung thực và uy tín.
- Tôn trọng và khoan dung.
- Nhân ái và trách nhiệm.
- Đoàn kết và hợp tác.
- Sáng tạo và khát vọng vươn lên.
- Tâm huyết với sự nghiệp giáo dục.
- Tự hào về truyền thống trường Trung học phổ thông Chuyên Hà Tĩnh

## Cơ cấu tổ chức
Trường được tổ chức với mô hình ban giám hiệu điều hành và quản lý chung với hiệu trưởng là ông Hoàng Bá Hùng và các hiệu phó bà Nguyễn Thị Mỹ Bình, ông Lê Phi Hùng, ông Phan Khắc Nghệ. Công tác giáo dục được phân chia thành 7 tổ bộ môn: Toán, Lý -Tin, Hóa- Sinh, Ngữ văn, Sử-Địa-GDCD, Ngoại ngữ và Thể dục-Giáo dục quốc phòng.

## Tuyển sinh
Hàng năm, Trường tổ chức tuyển sinh theo quyết định cho phép của Chủ tịch Ủy ban Nhân dân tỉnh và Sở Giáo dục và Đào tạo Hà Tĩnh. Kỳ thi tuyển sinh vào lớp 10 Trường Trung học phổ thông Chuyên Hà Tĩnh là một trong ba kì thi quan trọng của tỉnh trong năm cùng với kỳ thi tốt nghiệp Trung học phổ thông và tuyển sinh lớp 10 Trung học phổ thông Công lập. Kỳ thi được đặt dưới sự chỉ đạo của Ban Chỉ đạo, kiểm tra thi của tỉnh do Phó Chủ tịch ủy ban nhân dân tỉnh làm Trưởng ban và do Sở Giáo dục đào tạo chỉ đạo trực tiếp. Thông thường kỳ thi được tổ chức vào trung tuần tháng 6. Đối tượng tham gia kỳ thi là học sinh có hộ khẩu thường trú trên địa bàn Hà Tĩnh, xếp loại hạnh kiểm, học lực cả năm của các năm học Trung học cơ sở từ loại khá trở lên. Tốt nghiệp Trung học cơ sở từ loại khá trở lên. Thí sinh dự thi phải thi viết 4 môn gồm 3 môn bắt buộc Toán, Ngữ văn, Tiếng Anh và môn chuyên (lớp chuyên Pháp, chuyên Trung lấy môn Anh là môn chuyên). Chỉ tiêu tuyển sinh thường là từ 300 học sinh trở lên.
Từ năm 2022, trường tách lớp chuyên Sử - Địa thành hai lớp chuyên Sử và chuyên Địa, chỉ tiêu tuyển sinh 35 em/lớp.

## Học tập
- Chất lượng đào tạo

- 100% học sinh tốt nghiệp Trung học phổ thông.
- 2357 em (tỷ lệ 94,49%) học sinh đậu Đại học nguyện vọng 1. Trong đó nhiều năm đạt tỉ lệ 100% và có 218 em được tuyển thẳng (Số liệu năm 2011).
- Năm 2008 và 2009 xếp thứ 6; năm 2010 xếp thứ 9; năm 2011 xếp thứ 3; năm 2012 xếp thứ 11 trong danh sách 200 trường Trung học phổ thông có điểm bình quân 3 môn thi Đại học cao nhất cả nước.
- Có 8 học sinh đạt giải Quốc tế.
- Tính đến năm 2011, Trường có 640 học sinh giỏi quốc gia, trong đó: 7 giải nhất (hiện nay có 8 giải), 67 giải nhì, 276 giải ba và 290 giải khuyến khích. Đặc biệt, năm học 2010-2011, năm học thứ 20 của trường có 59 học sinh đạt giải HSG Quốc gia trên 67 em dự thi đạt tỷ lệ 88,1% (toàn tỉnh có 62 giải trên 71 HS dự thi tỷ lệ 87,3%) với 2 giải nhất, 6 giải nhì, 28 giải Ba và 23 giải khuyến khích. Tỉnh Hà Tĩnh xếp thứ 7 toàn quốc.
- Năm học 2014-2015, đội tuyển HSG Quốc gia đạt thành tích xuất sắc với 69/76 học sinh đạt giải, chiếm tỷ lệ 91%, đứng trong top 3 tỉnh dẫn đầu toàn quốc. Có 4 giải nhất, 21 giải nhì, 29 giải ba và 15 giải khuyến khích. Đây là kết quả cao nhất từ trước tới nay.
- Năm học 2022-2023, đội tuyển HSG Quốc gia đạt thành tích xuất sắc với tổng số 69/84 thí sinh dự thi đoạt giải (chiếm tỷ lệ 82,14%), trong đó có 8 giải nhất, 25 giải nhì, 19 giải ba và 17 giải khuyến khích, Hà Tĩnh là tỉnh xếp thứ 2 cả nước về số lượng giải nhất quốc gia và xếp thứ 7 cả nước về tỷ lệ học sinh đạt giải. Đặc biệt, có 2 em đạt điểm số thủ khoa đó là Trần Minh Hoàng - lớp 10 Toán 1 Trường THPT Chuyên Hà Tĩnh - thủ khoa học sinh giỏi quốc gia môn Toán với điểm số 32 và Đinh Cao Sơn - lớp 12 Hóa Trường THPT Chuyên Hà Tĩnh - thủ khoa học sinh giỏi quốc gia môn Hóa học với tổng điểm 32,375.
- Có học sinh vô địch Đường lên đỉnh Olympia; đội tuyển "Bảy sắc cầu vồng" của trường đứng đầu khu vực Bắc Trung Bộ và tham gia chung kết toàn quốc năm 1998. Đạt nhiều giải trong các cuộc thi như Giai điệu tuổi hồng, Viết vẽ tuổi học trò.

## Những học sinh tiêu biểu
1. Trần Nhật Tân - Ủy viên Ban Thường vụ Tỉnh ủy, Chủ tịch Ủy ban MTTQ tỉnh Hà Tĩnh.
2. Phan Mạnh Tân - Vô địch Cuộc thi Đường lên đỉnh Olympia do VTV tổ chức dành cho HSTPHT.
3. Trịnh Thị Kim Chi - Huy chương vàng Olympic Toán học Đông Nam Á, hai lần Giải Nhì môn Toán tại kỳ thi Học sinh giỏi quốc gia.
4. Lê Nam Trường - Huy chương Bạc Olympic Toán quốc tế 2006 dành cho HSPT.
5. Võ Anh Đức - Huy chương Vàng Olympic Toán quốc tế 2013 dành cho HSPT.
6. Nguyễn Thị Việt Hà - Huy chương Đồng Olympic Toán Quốc tế 2015 dành cho HSPT.
7. Phan Nhật Duy - Huy chương Vàng Olympic Toán Quốc tế 2017 dành cho HSPT.
8. Nguyễn Đình Đại - Huy chương Bạc Olympic Tin học Châu Á - Thái Bình Dương dành cho HSPT.
9. Phan Xuân Hành - Huy chương Vàng Olympic Hoá học Quốc tế 2022 dành cho HSPT.
10. Đinh Cao Sơn - Huy chương Vàng Olympic Hoá học Quốc tế 2023 dành cho HSPT.

Thành tích của học sinh nhà trường trong cuộc thi Đường lên đỉnh Olympia
| Thí sinh              | Năm thi    | Tuần                 | Tháng                | Quý                  | Năm                  |
| --------------------- | ---------- | -------------------- | -------------------- | -------------------- | -------------------- |
| Phan Mạnh Tân         | Olympia 2  | Giải Nhất – 220 điểm | Giải Nhất – 220 điểm | Giải Nhất – 280 điểm | Giải Nhất – 210 điểm |
| Phạm Tiến Dũng        | Olympia 12 | Giải Ba – 160 điểm   |                      |                      |                      |
| Nguyễn Đình Nhật Nam  | Olympia 16 | Giải Nhất – 325 điểm | Giải Nhất – 260 điểm | Giải Ba – 30 điểm    |                      |
| Nguyễn Sỹ Đạt         | Olympia 17 | Giải Nhất – 285 điểm | Giải Nhì – 230 điểm  | Giải Ba – 140 điểm   |                      |
| Phạm Nguyên Vũ        | Olympia 19 | Giải Nhì – 190 điểm  |                      |                      |                      |
| Phạm Quang Huy        | Olympia 20 | Giải Nhì – 210 điểm  |                      |                      |                      |
| Trần Hậu An Nguyên    | Olympia 21 | Giải Ba – 130 điểm   |                      |                      |                      |
| Trần Đình Phước Sơn   | Olympia 22 | Giải Nhất – 300 điểm | Giải Ba – 120 điểm   |                      |                      |
| Nguyễn Minh Quân      | Olympia 23 | Giải Nhì – 220 điểm  |                      |                      |                      |
| Nguyễn Đình Nam Khánh | Olympia 24 | Giải Nhì - 180 điểm  |                      |                      |                      |
| Võ Hồng Thiên         | Olympia 25 | Giải Nhì - 185 điểm  |                      |                      |                      |

## Khen thưởng
- Tập thể:

- Huân chương Độc lập hạng Ba năm 2022.
- Huân chương Lao động hạng Nhất năm 2011.
- Huân chương Lao động hạng Nhì năm 2005.
- Huân chương Lao động hạng Ba năm 2000.
- Cờ thi đua của Chính phủ năm học 2007-2008.
- Nhiều bằng khen của Tổng Liên đoàn Lao động Việt Nam, Trung ương Đoàn Thanh niên Cộng sản Hồ Chí Minh.
- Cờ thi đua của Chủ tịch ủy ban nhân dân Tỉnh Hà Tĩnh năm học 2000-2001 và 2005-2006.
- Trường tiên tiến xuất sắc từ 1993-1994 đến nay.
- Cá nhân:

- 8 NGƯT (Nguyễn Đăng Ái, Lương Thị Bích Liên, Hoàng Ngọc Cảnh, Trần Quang Tú, Trịnh Hộ, Nguyễn Thị Kim Thủy, Nguyễn Thị Mai Hương, Nguyễn Công Hoàn).
- 1 Huân chương Lao động hạng Ba (Nguyễn Đăng Ái).
- 07 Bằng khen của Thủ tướng Chính phủ
- 12 Bằng khen của Bộ Giáo dục và Đào tạo
- 06 Chiến sĩ thi đua cấp Tỉnh.

## Các CLB
Hiện nay trường gồm 10 CLB trực thuộc Đoàn trường gồm CHẠM, BONE, SHINE, COLYMPUS, CHTMUC, ZODIAC, ECOM, DAISY, ...

## Hoạt động ngoại khóa
Nhân kỷ niệm 20 năm thành cho lập Trường Trung học phổ thông Chuyên Hà Tĩnh, các cựu học sinh đã lập Ban liên lạc Cựu học sinh Trường Năng khiếu Hà Tĩnh
Các hoạt động ngoại khóa Lưu trữ ngày 12 tháng 4 năm 2017 tại Wayback Machine.
Hiện nay, THPT Chuyên có nhiều học sinh nhà trường đã thành đạt và về đóng góp xây dựng trường.